# Tarłów
Pour la commune, voir Tarłów (gmina).
Tarłów est un village de la voïvodie de Sainte-Croix et du powiat d'Opatów. Il est le siège de la gmina de Tarłów et comptait 790 habitants en 2006.